# Rushbrooke with Rougham
Rushbrooke with Rougham est une paroisse civile du Suffolk, en Angleterre.
Comme son nom l'indique, elle comprend les villages de Rushbrooke (en) et Rougham.